# París-Tours 1992
La París-Tours 1992 fue la 86.ª edición de la clásica París-Tours. Se disputó el 11 de octubre de 1992 y el vencedor final fue el belga Hendrik Redant del equipo Lotto-Mavic.
Era la décima carrera de la Copa del Mundo de ciclismo de 1992.

## Clasificación general
|    | Ciclista            | Equipo              | Tiempo     |
| -- | ------------------- | ------------------- | ---------- |
| 1  | Hendrik Redant      | Lotto-Mavic         | 6h 07' 44" |
| 2  | Christian Henn      | Telekom-Merckx      | + 01"      |
| 3  | Olaf Ludwig         | Panasonic-Sportlife | + 10"      |
| 4  | Andrei Tchmil       | GB-MG Maglificio    | m. t.      |
| 5  | Laurent Jalabert    | ONCE                | m. t.      |
| 6  | Phil Anderson       | Motorola            | + 33"      |
| 7  | Laurent Brochard    | Castorama           | + 34"      |
| 8  | Frans Maassen       | Buckler-Colnago     | m. t.      |
| 9  | Maurizio Fondriest  | Panasonic-Sportlife | m. t.      |
| 10 | Edwig Van Hooydonck | Buckler-Colnago     | m. t.      |